# الحزب الجمهوري الديمقراطي (الولايات المتحدة)
الحزب الديمقراطي الجمهوري وكان يشار إليه أيضًا باسم الحزب الجيفرسوني (وكان يعرف سابقًا بعدة أسماء أخرى)، كان حزبًا سياسيًا أمريكيًا أسسه توماس جيفرسون وجيمس ماديسون في مطلع تسعينيات القرن الثامن عشر. دعم الحزب مبادئ الجمهوريانية والإصلاح الزراعي والمساواة السياسية والتوسع الإقليمي. بدأت هيمنة الحزب بالتزايد بعد انتخابات عام 1800 بالتوازي مع انهيار الحزب الفيدرالي المعارض. حصلت انشقاقات في صفوف الديمقراطيين الجمهوريين في وقت لاحق خلال الانتخابات الرئاسية سنة 1824. إذ اندمج الفصيل الغالب من الديمقراطيين الجمهوريين في آخر المطاف ليشكلوا الحزب الديمقراطي الحديث، في حين شكلت أقلية منهم الأساس الذي أفضى إلى تأسيس حزب اليمين.
نشأ الحزب الديمقراطي الجمهوري عن فصيل في الكونغرس ضمّ المعارضين للسياسات المركزية لألكسندر هاملتون الذي شغِل منصب وزير الخزانة خلال عهد الرئيس جورج واشنطن. أضحى كل من الديمقراطيين الجمهوريين والحزب الفيدرالي المعارض له أكثر توائمًا خلال ولاية واشنطن الثانية، وكانت أحد الأسباب الكامنة وراء ذلك هو النقاش الذي دار حيال معاهدة جاي. وبالرغم من الهزيمة التي مُني بها جيفرسون على يد خصمه جون آدمز من الحزب الفيدرالي في انتخابات الرئاسة لعام 1796، بيد أن جيفرسون وصل مع حلفائه من الديمقراطيين الجمهوريين إلى السلطة عقب انتخابات عام 1800. شهدت البلاد خلال فترة تولي جيفرسون للرئاسة تخفيضًا في الدَين القومي والإنفاق الحكومي، فضلًا عن إكمال صفقة لويزيانا مع فرنسا.
خلِف ماديسون جيفرسون رئيسًا عام 1809، وقاد البلاد خلال حرب 1812 التي خاضتها مع بريطانيا، والتي لم تحسم نتيجتها إلى حد كبير. عمِل ماديسون وحلفاؤه في الكونغرس على تأسيس مصرف الولايات المتحدة الثاني وتطبيق تعريفات جمركية حمائية، وهو ما أشار إلى ابتعاد الحزب عن تأكيده السابق على حقوق الولايات والالتزام بتأويل دقيق لدستور الولايات المتحدة. انهار الحزب الفيدرالي في أعقاب عام 1815 منذرًا ببداية فترة أُطلِق عليها اسم حقبة المشاعر الحسنة. وفي ظل افتقارهم لمعارضة مؤثّرة، انقسم الديمقراطيون الجمهوريون إلى عدة فصائل في أعقاب الانتخابات الرئاسية عام 1824. إذ دعمت أحد الفصائل الرئيس جون كوينزي آدمز، في حين أيّد الفصيل الآخر الجنرال أندرو جاكسون. ائتلف الفصيل المؤيد لجاكسون في نهاية المطاف مُشكلًا الحزب الديمقراطي، في حين أطلِق على الفصيل الآخر الداعم لآدم اسم الحزب الجمهوري الوطني الذي اندمج بدوره مشكلًا حزب اليمين.
كان الديمقراطيون الجمهوريون من الملتزمين الشديدين بمبادئ الجمهوريانية التي خشيوا على تعرضها للتهديد من قِبل النزعات الأرستقراطية المُفترضة لأتباع الحزب الفيدرالي. عارض الحزب بشدة البرامج التي طرحها الحزب الفيدرالي إبان تسعينيات القرن الثامن عشر، ومن ضمنها تأسيس مصرف وطني. إذ لم يتقبل ماديسون وغيره من قادة الحزب حاجة استحداث مصرف وطني وإقامة مشاريع بنية تحتية ممولة فدراليًا إلا بعيد حرب 1812. وعلى صعيد الشؤون الخارجية، دعا الحزب إلى التوسع الإقليمي غربًا، واتجه لتفضيل فرنسا على بريطانيا، بيد أن موقف الحزب الداعم للفرنسيين تلاشى بعد وصول نابليون للسلطة. كانت أقوى معاقل الحزب الديمقراطي الجمهوري في منطقتي الجنوب والتخوم الغربية، في حين كانت نيو إنجلاند من أضعفها.

## اسم الحزب
كانت الأحزاب السياسية ظاهرة جديدة في الولايات المتحدة خلال تسعينيات القرن الثامن عشر إذ لم يعتد الناس على إطلاق أسماء رسمية على تلك الأحزاب. لم يكن هناك اسم رسمي واحد خاص بالحزب الديمقراطي الجمهوري، ولكن أطلق أعضاء الحزب على أنفسهم اسم «الجمهوريين»، وصوتوا لما سموه بــ«الحزب الجمهوري» أو «التذكرة الجمهورية» أو «المصلحة الجمهورية». غالبًا ما استخدم جيفرسون وماديسون في رسائلهم مصطلح «جمهوري» ومصطلح «الحزب الجمهوري». شاع استعمال كلمة «جمهوري» بوصفها مصطلحًا عامًا (وليس اسمًا لحزب) منذ العقد الأول من القرن الثامن عشر بغية وصف نوع الحكومة التي شاءت المستعمرات المنفصلة تشكيلها ألا وهو جمهورية ذات ثلاث سلطات حكم منفصلة تستوحي بعضًا من المبادئ والبنى التي تقوم عليها من الجمهوريات القديمة ولا سيما التشديد على أهمية الواجب المدني ومعارضة الفساد والنخبوية والأرستقراطية والمَلكية.
قلما استعمل معاصرو الحزب مصطلح «ديمقراطي جمهوري» إلا بين الفينة والأخرى، ولكن تستعمله بعض المصادر الحديثة. تطلق بعض المصادر الموجودة في الوقت الحالي على الحزب تسمية «الجمهوريين الجيفرسونيين». في حين تطلق عليه مصادر أخرى اسم «الحزب الديمقراطي»، رغم استعمال خصومهم من الحزب الفيدرالي لهذا المصطلح بشكل انتقاصي في بعض الأحيان. يرى البعض وجوب عدم الخلط بين الحزب والحزب الديمقراطي الحديث، ومع ذلك فهنالك صلة وصل سياسية مباشرة تربط الحزبين، وهو غالبًا ما يؤكده بعض المؤرخين والعلماء السياسيين والمعلقين وأعضاء من الحزب الديمقراطي الحديث، مما يرسخ بذلك من استمرارية استخدام الاسم وقابلية تبديلهما ببعض من حين لأخرى.

## الأيديولوجيا
رأى الحزب الديمقراطي الجمهوري نفسه كمناصر للجمهوريانية وأدان أعضاء الحزب الفيدرالي متهمًا إياهم بتأييد الملكية والأرستقراطية. يكتب رالف براون بأن الحزب تميز بــ: «التزامه بمبادئ جامعة مثل الحرية الشخصية والحراك الاجتماعي والتوسع الإقليمي غربًا.» يكتب العالم السياسي جيمس إيه. رايكلي بأن «أكثر قضية فصلت الجيفرسونيين عن الفيدراليين بحدة لم تكن قضية حقوق الولايات أو الدين القومي أو المصرف الوطني... إنما مسألة المساواة الاجتماعية.» في عالم لم تؤمن فيه بالديمقراطية والمساواتية سوى القلة القليلة، برز إيمان جيفرسون بالمساواة السياسية للرجال البيض نقيضًا لما آمن به العديد من القادة الآخرون الذين اعتقدوا بأن الأثرياء لهم الأحقية في قيادة المجتمع. تقول سوزان دون بأن خصوم جيفرسون حذورا أنه «من شأن أتباع جيفرسون من الجمهوريين أن يقلبوا أمريكا رأسًا على عقب سامحين لعامة الناس بحكم الأمة والإطاحة بالنخبة الاجتماعية الثرية التي لطالما اعتادت على تمتعها بالنفوذ السياسي وحكمها للبلاد.» دعا جيفرسون إلى فلسلفة يطلق عليها المؤرخون اسم الديمقراطية الجيفرسونية، والتي تميزت بإيمانه بفسلفة الإصلاح الزراعي وفرض قيود صارمة على الحكومة المركزية. ونظرًا لتأثرها بمبدأ المساواة الجيفرسوني، وبحلول عام 1824، ألغت جميع الولايات (عدا ثلاثة منها) الشروط التي حرمت الفرد من التصويت في حال عدم وجود أملاك عائدة إليه.
رأى جيفرسون في وجود حكومة مركزية قوية تهديدًا للحرية بالرغم من قبوله لبعض إجراءات سياسة إعادة التوزيع. لذلك عارض الجمهوريون الديمقراطيون جهود الحزب الفيدرالي الساعية لبناء دولة مركزية قوية وقاوموا مشروعهم الهادف لاستحداث مصرف وطني، وتدعيم الجيش والبحرية وسن قانوني التحريض والدخلاء الأجانب. كان جيفرسون بصفة خاصة من المناوئين لمسألة الدين القومي التي أعتقد بكونها خطيرة وغير أخلاقية بطبيعتها. بعد وصول الحزب للسلطة في عام 1800، ازداد اهتمام جيفرسون بموضوع التدخل الأجنبي، وأصبح أكثر تقبلًا لبرامج التنمية الاقتصادية التي قامت بها الحكومة الفيدرالية. وفي مساعيهم للترويج للنمو الاقتصادي وتطوير اقتصاد متنوع القطاعات، أشرف خلفاء جيفرسون من الديمقراطيين الجمهوريين على تشييد العديد من مشاريع البنية التحتية الممولة فيدراليًا، وقاموا بوضع رسوم جمركية حمائية.
في حين كانت السياسات الاقتصادية المحفز الأصلي للانقسام الحزبي بين الحزب الديمقراطي الجمهوري والحزب الفيدرالي فإن للسياسة الخارجية دورًا كبيرًا في الشرخ الذي حصل بين الحزبين. دعم معظم الأمريكيون الثورة الفرنسية قبل إعدام لويس السادس عشر عام 1793، ولكن بدأ الفيدراليون بالقلق حيال نزعة المساواتية الراديكالية للثورة مع اشتداد وطأة العنف فيها. دافع جيفرسون وغيره من الديمقراطيين الجمهوريين عن الثورة الفرنسية، حتى وصول نابليون لسدة الحكم بين عام 1797 وعام 1803. تميزت السياسة الخارجية للحزب بدعمها لنزعة التوسع الإقليمي إذ ساند جيفرسون مفهوم «إمبراطورية الحرية» الذي قام على فكرة ضم واستيطان الأقاليم الغربية. خلال عهد جيفرسون وماديسون ومونرو، أكملت الولايات المتحدة صفقة لويزيانا واستحوذت على فلوريدا الإسبانية وتوصلت إلى توقيع معاهدة مع بريطانيا قضت بالاعتراف بالسيادة المشتركة على أراضي مقاطعة أوريغون. أعلنت إدارة مونرو مبدأ مونرو في عام 1823 الذي أكد على التزام الولايات المتحدة بسياستها التقليدية القاضية باتخاذ الحياد في ما يخص الحروب والصراعات الأوروبية، ولكن ذكرت عدم قبول الولايات المتحدة بإعادة استعمار الأوروبيين لأي من مستعمراتهم السابقة.